# Resolución 1575 del Consejo de Seguridad de las Naciones Unidas
La resolución 1575 del Consejo de Seguridad de las Naciones Unidas, adoptada por unanimidad el 22 de noviembre de 2004, tras recordar resoluciones anteriores sobre los conflictos en la ex Yugoslavia, incluidas las resoluciones 1031 (1995), 1088 (1996), 1423 (2002), 1491 (2003) y 1551 (2004), definió el papel de la EUFOR Althea en Bosnia y Herzegovina como sucesora legal de la Fuerza de Estabilización (SFOR). 

## Resolución

### Observaciones
El Consejo de Seguridad destacó la importancia de la implementación del Acuerdo de Dayton (Acuerdo Marco General) y acogió con satisfacción las contribuciones de la SFOR, la Organización para la Seguridad y la Cooperación en Europa y otras organizaciones internacionales. La situación seguía constituyendo una amenaza para la paz y la seguridad, y el Consejo estaba decidido a promover una solución pacífica del conflicto. Además, señaló que la Unión Europea tenía la intención de lanzar una misión de seguimiento con un componente militar a partir de diciembre de 2004.
En virtud del Capítulo VII de la Carta de las Naciones Unidas, el Consejo recordó a las partes en el Acuerdo de Dayton su responsabilidad de implementarlo. Destacó la función del Alto Representante para Bosnia y Herzegovina en la supervisión de su implementación. También concedió importancia a la cooperación con el Tribunal Penal Internacional para la ex Yugoslavia .
El Consejo de Seguridad elogió a los países participantes en la SFOR y acogió con satisfacción el establecimiento de una misión de seguimiento por parte de la Unión Europea a partir de diciembre de 2004. También autorizó el uso de las medidas necesarias, incluido el uso de la fuerza y la legítima defensa, para garantizar el cumplimiento de los acuerdos y la seguridad y la libertad de movimiento del personal de la SFOR. Todos los acuerdos se aplicarían a la misión de seguimiento. 
La resolución también acogió con satisfacción el despliegue de la Misión de Policía de la Unión Europea en Bosnia y Herzegovina desde el 1 de enero de 2003, que sustituyó a la Misión de las Naciones Unidas en Bosnia y Herzegovina . Por último, solicitó al Secretario General Kofi Annan que informara sobre los avances de las partes en la aplicación de sus acuerdos de paz.